# Колесников (Ставропольский край)
Коле́сников — хутор в Советском районе (городском округе) Ставропольского края Российской Федерации. Находился в составе муниципального образования «Сельское поселение Солдато-Александровский сельсовет» (упразднено 1 мая 2017 года).

## География
Расстояние до краевого центра: 269 км. Расстояние до районного центра: 19 км.

## Население
| 1989 | 2002 | 2010 | 2014 |
| ---- | ---- | ---- | ---- |
| 373  | ↗450 | ↘197 | ↗200 |

По данным переписи 2002 года, 83 % населения — русские.

## Кладбище
В границах хутора расположено общественное открытое кладбище.